# Éric Godeau (dessinateur)
Pour l’historien, voir Éric Godeau (historien) et Godeau.
 (mai 2017).
Si vous disposez d'ouvrages ou d'articles de référence ou si vous connaissez des sites web de qualité traitant du thème abordé ici, merci de compléter l'article en donnant les références utiles à sa vérifiabilité et en les liant à la section « Notes et références ».
Éric Godeau  est un dessinateur français de bande dessinée.

## Biographie
Après des études en pharmacie[réf. nécessaire], Éric Godeau revient à sa passion du dessin et signe de nombreux dessins humoristiques dans différents journaux, dont France-Soir, Lui ou encore Mad Movies. Il est également l'auteur d'un album sur l'histoire de l'OM (avec Glaudel), ainsi que de La voix du Phénix (avec Latil, aux éditions Soleil).

## Publications
- La Voie du Phénix (1 tome) en 2003[1]
- Judith (4 tomes) de 2004 à 2008
- Journal insomniaque d'une femme de ronfleur (2 tomes), éd. 12 bis, 2010 et 2011
- The French Crow, éditions Réflexions
- Wendigo — Les prédateurs de la nuit (avec Gwenn Aël), éditions Juste pour Lire, 2013  (ISBN 978-2-36151-036-7)
- Lily la Rouge, entre 2004 et 2008, dans Pif Gadget
- Intégrale Lily la Rouge, éditions Images Innées
- Parents mode d'emploi, 2015, Hachette.